# Cálicles
Cálicles (em grego, Καλλικλῆς) é um personagem no diálogo platónico Górgias. Sua existência histórica é duvidosa, já que não é mencionado em outros documentos a não ser nesse diálogo .
Trata-se de um cidadão ateniense, estudante do sofista Górgias. No diálogo, argumenta que é natural e justo os fortes dominarem os fracos e que é injusto os fracos resistirem a tal opressão ao estabelecerem leis para limitar o poder dos fortes (483b - 484c). Argumentava ainda que as instituições e o código moral do seu tempo não foram estabelecidos pelos deuses mas por homens, que buscavam seus próprios interesses.

## Cálicles em Górgias de Platão
Calicles apresenta um argumento imoralista que consiste em quatro partes: “(1) uma crítica da justiça convencional, (2) uma explicação positiva da 'justiça de acordo com a natureza', (3) uma teoria das virtudes e (4) uma hedonística concepção do bem. ” [2] Para o primeiro aspecto do argumento, Callicles apóia a decisão de indivíduos fortes e critica os fracos por tentar miná-los. Ele vê a democracia como "a tirania de muitos sobre o indivíduo excepcional" e enfatiza que os cidadãos devem permitir-se ser governados por esses indivíduos fortes. [2] Isso está vinculado à segunda parte de seu argumento; Callicles cita a natureza, dizendo que “[a natureza] mostra que foi assim que a justiça foi decidida: que o superior governa o inferior e tem uma participação maior do que eles”.[2] Sócrates argumenta que os humanos deveriam trabalhar juntos, enquanto Callicles enfatiza que os indivíduos superiores deveriam ser os únicos a governar, reafirmando o antagonismo de Sócrates e Calicles.